# Helium-Neon-Laser

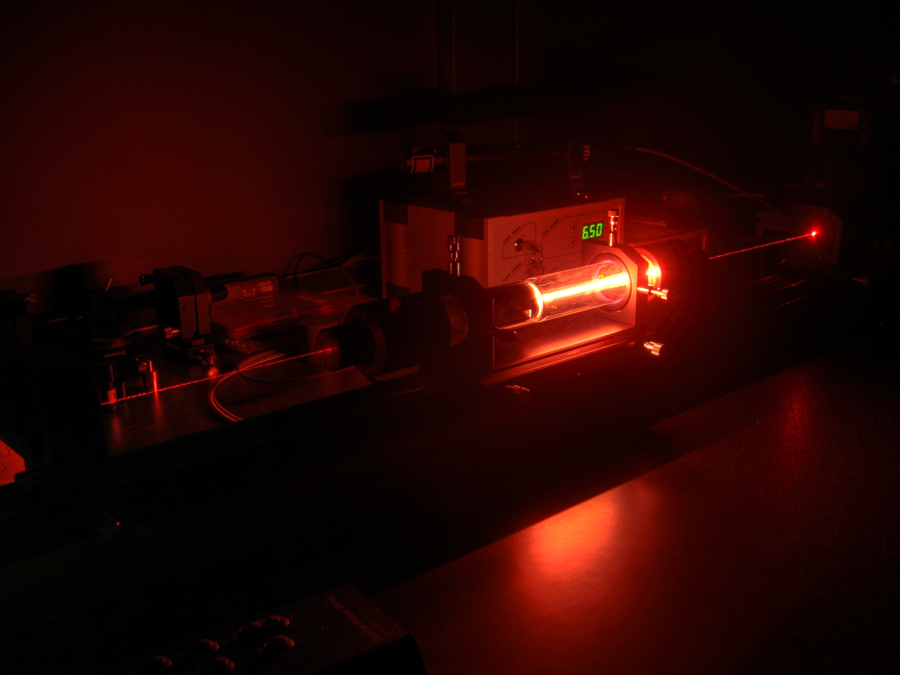
He-Neon Laser in Betrieb, Strom 6,5 mA

Der Helium-Neon-Laser ist ein Gaslaser, der meist rotes Licht aussendet. Er wurde 1960 von dem iranischen Physiker Ali Javan zusammen mit William R. Bennett und Donald R. Herriott entwickelt. Er war der erste Laser, der Licht  im kontinuierlichen Betrieb erzeugt. Der sieben Monate vorher realisierte erste Laser von Maiman, ein Rubinlaser, erzeugte dagegen gepulstes Laserlicht.

## Aufbau und Funktionsweise

Schematische Darstellung des Helium-Neon-Lasers

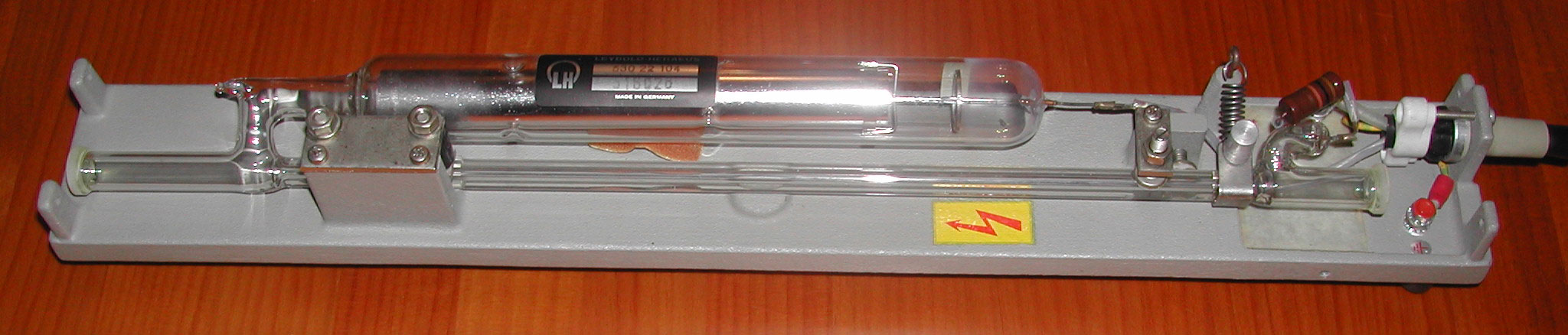
Helium-Neon-Laser

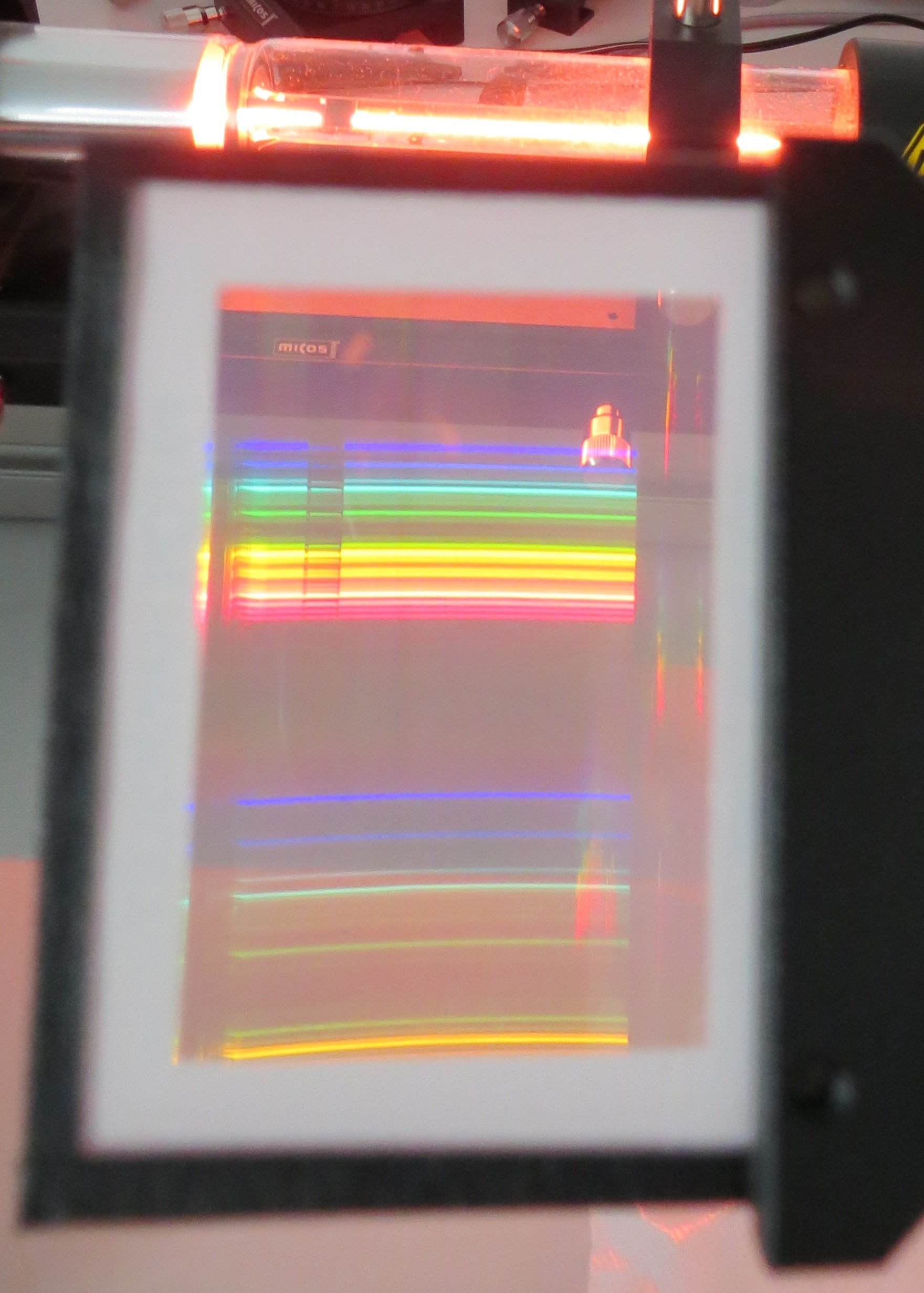
Spektrum der Gasentladung hinter einem optischen Gitter

Energieschema des Helium-Neon-Lasers.

Er besteht im Wesentlichen aus einem dünnen Glasröhrchen (auch Kapillarrohr, Durchmesser ca. 1 mm, Länge einige dm), in welchem sich ein Helium-Neon-Gasgemisch befindet.
Das Gasgemisch steht unter einem Druck von ca. 100 Pa, mit einem Verhältnis der Partialdrücke von Helium/Neon von ca. 10/1  (für 1152 nm) bzw. 5/1 (für 633 nm). An den Enden befinden sich meist noch sog. Brewsterfenster oder oftmals auch direkt die Resonatorspiegel. Bei den optionalen Brewsterfenstern handelt es sich um planparallele Platten, die Licht mit einer bestimmten Polarisationsrichtung ohne Verluste durch Reflexion hindurchlassen, d. h., es gibt nur einen durchgelassenen, keinen reflektierten Strahl dieser Polarisationsrichtung. Licht mit dazu senkrechter Polarisation wird teilweise reflektiert. Da ein Laser stets den Betriebszustand der geringsten Verluste auswählt, wird die „falsche“ Polarisation unterdrückt. Ein He-Ne-Laser mit Brewsterfenstern emittiert also prinzipiell linear polarisiertes Licht, bei Ausführung mit direkt an der Entladungsröhre kontaktierten Resonatorspiegeln ist die Polarisation willkürlich. Im Falle des Aufbaus mit Brewsterfenstern befindet sich dieser zwischen zwei außerhalb der Röhre angeordneten Spiegeln, die den Resonator bilden (siehe schematische Darstellung, im zweiten Bild die untere Glasröhre).
Die Spannungsversorgung der Gasentladung muss folgende Anforderungen erfüllen:
- Bereitstellung der Zündspannung zu Beginn (10–15 kV)
- Strombegrenzung des nach der Zündung fließenden Entladungsstromes

Die Entladungsspannung nach der Zündung beträgt typisch 1–2 kV, der Strom 1–30 mA.
He-Ne-Laserrohre besitzen eine vorgeschriebene Polarität der Betriebsspannung: die Kathode besteht meist aus einem großflächigen, außenliegenden Metallzylinder, während sich die kleine Anode zwischen Kapillare und Strahlaustritt befindet.
Bei einem Helium-Neon-Laser wird das Helium für das Pumpen benötigt, das Neon ist das Lasermedium. In dem Glasröhrchen befinden sich außerdem noch zwei Elektroden, zwischen denen eine Gasentladung stattfindet. Diese Gasentladung bringt nun die Heliumatome in einen vergleichsweise langlebigen (ca. 10−3 s) angeregten Zustand. Die Heliumatome übertragen nun durch Stöße zweiter Art ihre Energie auf die Neonatome und erzeugen dort eine Besetzungsinversion zwischen energetisch hohen Zuständen und niedrigen Zuständen. Auf Übergängen zwischen den energetischen Zuständen des Neons wird nun der Laserbetrieb, wie in folgendem Schema dargestellt, möglich.
Die Zustände {\displaystyle 2^{1}{\text{s}}} und {\displaystyle 2^{3}{\text{s}}} des Heliums sind metastabil. Die Emission von Photonen im Neon-Atom erfolgt durch stimulierte Emission; die Rückkehr vom unteren Laserniveau in den Grundzustand durch spontane Emission und Rekombinationen an der Kapillarwand.
Aufgrund letzterer Tatsache ist es nicht sinnvoll, den Durchmesser des Glasröhrchens größer als 1,5 mm zu wählen.
Der Helium-Neon-Laser emittiert standardmäßig Licht der Wellenlängen 632,816 nm (das rote Laserlicht, realisiert im Jahr 1963), 1152,3 nm (infrarot, realisiert im Jahr 1960) und 3392,2 nm (infrarot). Durch Spin-Bahn-Kopplung sind die Laserniveaus aufgespalten. Die Ausgangsleistung eines roten Helium-Neon-Lasers liegt im Bereich von einigen Milliwatt, in seltenen Fällen bis zu etwa 100 mW.

## Mögliche Laserwellenlängen des He-Ne-Lasers
In der nachstehenden (nicht vollständigen) Tabelle sind typische Emissionslinien des He-Ne-Lasers, basierend auf der Angabe des Energieübergangs aufgeführt. Bei der Wellenlänge handelt es sich um die Wellenlänge in Luft (nicht im Vakuum). Die Beschreibung des Energieübergangs im Ne-Atom wurde in der sog. Paschen-Notation durchgeführt. Sie ist eine Alternative zur Racah-Notation, die ebenfalls in der Literatur Verwendung findet.
| Wellenlänge (nm) | Energieübergang im Ne-Atom | Energieübergang im Ne-Atom | Energieübergang im Ne-Atom | Energieübergang im Ne-Atom | Farb- eindruck |
| ---------------- | -------------------------- | -------------------------- | -------------------------- | -------------------------- | -------------- |
| 3392,200         |                            | 3s2 - 3p4                  |                            |                            | (infrarot)     |
| 1523,100         |                            | 2s2 - 2p1                  |                            |                            | (infrarot)     |
| 1198,800         |                            | 2s3 - 2p2                  |                            |                            | (infrarot)     |
| 1177,000         | 2s2 - 2p2                  |                            |                            |                            | (infrarot)     |
| 1161,700         |                            | 2s3 - 2p5                  |                            |                            | (infrarot)     |
| 1160,500         | 2s2 - 2p3                  |                            |                            |                            | (infrarot)     |
| 1152,300         | 2s2 - 2p4                  |                            |                            |                            | (infrarot)     |
| 1141,200         | 2s2 - 2p5                  |                            |                            |                            | (infrarot)     |
| 1084,700         | 2s2 - 2p6                  |                            |                            |                            | (infrarot)     |
| 1080,100         |                            | 2s3 - 2p7                  |                            |                            | (infrarot)     |
| 1062,300         | 2s2 - 2p7                  |                            |                            |                            | (infrarot)     |
| 1029,800         | 2s2 - 2p8                  |                            |                            |                            | (infrarot)     |
| 0886,500         | 12s2 - 2p10                |                            |                            |                            | (infrarot)     |
| 0730,500         | 3s2 - 2p1                  |                            | rot                        |                            |                |
| 0640,100         | 3s2 - 2p2                  |                            | rot                        |                            |                |
| 0635,200         | 3s2 - 2p3                  |                            | rot                        |                            |                |
| 0632,816         | 3s2 - 2p4                  |                            | rot                        |                            |                |
| 0629,400         | 3s2 - 2p5                  |                            | rot                        |                            |                |
| 0611,802         | 3s2 - 2p6                  |                            | rot                        |                            |                |
| 0604,613         | 3s2 - 2p7                  |                            | rot                        |                            |                |
| 0593,932         | 3s2 - 2p8                  | orange                     |                            |                            |                |
| 0543,365         | 13s2 - 2p10                | grün                       |                            |                            |                |

## Kohärenz
Ein weiteres markantes Merkmal von Helium-Neon-Lasern ist ihre große Kohärenzlänge. Schon bei einfachen Modellen (Multimodenlaser) liegt sie im Bereich der Resonatorlänge, also meist zwischen 20 cm und 30 cm. Der Grund ist die äußerst schmale Verstärkungsbandbreite des Neon-Laserübergangs von etwa 1,5 GHz, sodass nur wenige longitudinale Moden anschwingen können. Thermisch stabilisierte frequenzselektive Resonatoren kommerziell verfügbarer He-Ne-Laser ermöglichen eine Stabilität von wenigen Megahertz und eine entsprechende Kohärenzlänge von mehr als 100 m. Darüber hinaus gibt es frequenzstabilisierte Helium-Neon-Laser, deren Kohärenzlänge mehrere Kilometer betragen kann.

## Anwendungen
Der vergleichsweise niedrige Preis sowie die hohe Lebensdauer machen den Helium-Neon-Laser für viele Anwendungsfelder interessant. Früher fand man ihn beispielsweise in den Barcodescannern von Registrierkassen oder Laserdruckern, mittlerweile ist er dort fast vollständig vom Diodenlaser verdrängt worden. Ein weiteres Anwendungsgebiet ist Verwendung beim Laserbelichter.
Bei besonderen Anforderungen an Strahlqualität und Kohärenz, zum Beispiel in Interferometern oder bei der Kalibrierung von Spektrometern, spielt er immer noch eine große Rolle. Auch eignen sich Helium-Neon-Laser gut für die Holografie, auch wenn man dort in der Massenproduktion ebenfalls auf leistungsfähigere und kurzwelligere Laser (Argon-Ionen-Laser, Helium-Cadmium-Laser) umgestiegen ist.